# Base bleed

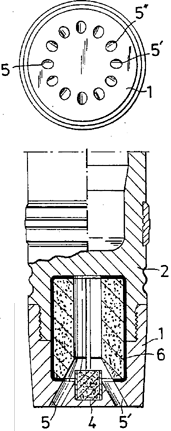
Schema di un'unità Base bleed. La prima immagine mostra il fondo della munizione. L'immagine sotto è uno spaccato che mostra il meccanismo con cui si genera il getto di gas.

Base bleed (traducibile più propriamente come fondello vivo in italiano) è un sistema usato da alcune munizioni di artiglieria a lungo raggio per aumentare la gittata, ottenendo aumenti anche del 30%, applicato al fondello del proietto.

## Storia
Il principio fu sviluppato dagli svedesi negli anni 1960, dalla Totalförsvarets forskningsinstitut e l'ufficio dell'artiglieria del Försvarets materielverk. Dal 1966, fu realizzato il primo prototipo. I primi test su larga scala risalgono al 1969 con la modifica di un proiettile di 10.5 cm in acciaio, con eccellenti risultati. Il brevetto venne registrato nel 1971.
Il concetto fu applicato sulle granate da 7,5 cm sjömålsgranat m/66 usate dalla difesa costiera con i sistemi 7,5/m57, e successivamente su tutti i sistemi antinave svedesi. Da quando il generatore di gas per il 12 cm sjömålsgranat m/70 fu fabbricato da un'azienda statunitense, la secretazione fu rimossa dal brevetto. I diritti vennero presi dalla Space Research Corporation (SRC), di Gerald Bull.

## Descrizione
La resistenza opposta dall'aria al moto del proiettile è causata in parte dalla sovrappressione che si genera sulla parte frontale e in parte dalla depressione che si genera nella parte posteriore. Il Base bleed si propone di ridurre la resistenza incontrata dal proiettile per mezzo di un generatore di gas montato sullo stesso. 
Il gas prodotto genera una piccola spinta propellente ma soprattutto riduce la depressione che si ha nella scia. Si ottiene così una minore forza resistente e un aumento della gittata. Come svantaggi, a parità di altri fattori, si ha una riduzione della precisione dovuta ad una maggiore turbolenza e instabilità della scia e una riduzione della massa del proiettile all'impatto.